# Bussy d’Ambois
Bussy d’Ambois (ang. Bussy d’Ambois) – tragedia historyczna George’a Chapmana z 1604 roku.

## Data powstania utworu
Bussy d’Ambois powstał w 1604 roku i w tym samym roku został po raz pierwszy wydany.

## Osoby
| Osoba          | Jej rola w dramacie             |
| -------------- | ------------------------------- |
| Henryk III     | król Francji                    |
| Monsieur       | jego brat, Franciszek d’Alençon |
| Gwizjusz       | Henryk, książę Gwizjusz         |
| Montsurry      | hrabia                          |
| Bussy d’Ambois |                                 |
| Barrisor       | dworzanin, wróg Bussy’ego       |
| L’Anou         | dworzanin, wróg Bussy’ego       |
| Pyrhot         | dworzanin, wróg Bussy’ego       |
| Brisac         | dworzanin, przyjaciel Bussy’ego |
| Melynel        | dworzanin, przyjaciel Bussy’ego |
| Comelot        | zakonnik                        |
| Maffe          | steward Monsieur                |
| Nuncius        |                                 |
| Eleonora       | księżna de Guise                |
| Tamyra         | księżna de Montsurry            |
| Beaupre        | siostrzenica Eleonory           |
| Annabela       | służąca Eleonory                |
| Pero           | służąca Tamyry                  |
| Charlotta      | służąca Beaupre                 |
| Pyra           | dama dworu                      |

## Treść

### Akt I
Na początku sztuki, Bussy zubożały arystokrata, bezrobotny żołnierz i znakomity szermierz, zastanawia się nad skorumpowanym, chciwym i brutalnym społeczeństwem, w którym żyje. Na początku swego monologu stwierdza, że Kto nie jest biedny, jest potworem. Przyjmuje jednak tysiąc funtów i wstępuje na służbę Monsieur, brata króla Henryka III, który chce zgromadzić grupę lojalnych popleczników, aby osiągnąć własne cele polityczne. Wprowadzony przez Monsieur przed oblicze króla i jego dwór szczególnie ostro traktuje Henryka Gwizjusza za jego udział w masakrze hugenotów w noc świętego Bartłomieja. Zaleca się też do jego żony. Barrisor sądząc, że stara się o względy hrabiny Montsurry, zaczepia go. Za żarty ze swej osoby Bussy wyzywa  go na pojedynek wraz z L’Anou i Pyrhotem. Z pomocą przychodzą mu Brisac i Melynel.

### Akt II
Nuncius relacjonuje przebieg pojedynku, z którego tylko Bussy wychodzi żywy. Monsieur prosi króla o wybaczenie dla swego faworyta i otrzymuje je. Zostawszy sam na sam z Tamyrą, żoną Montsurry’ego, zaleca się do niej, ona jednak odrzuca jego zaloty, pragnie pozostać wierna mężowi. W rzeczywistości zakochała się w Bussy’m i walczy z tym uczuciem. Zakonnik Comelot prosi Bussy’ego, by uspokoił Tamyrę, niepokojącą się tym, że stała się przyczyną śmierci Barrisora. Bussy i Tamyra po raz pierwszy się spotykają.

### Akt III

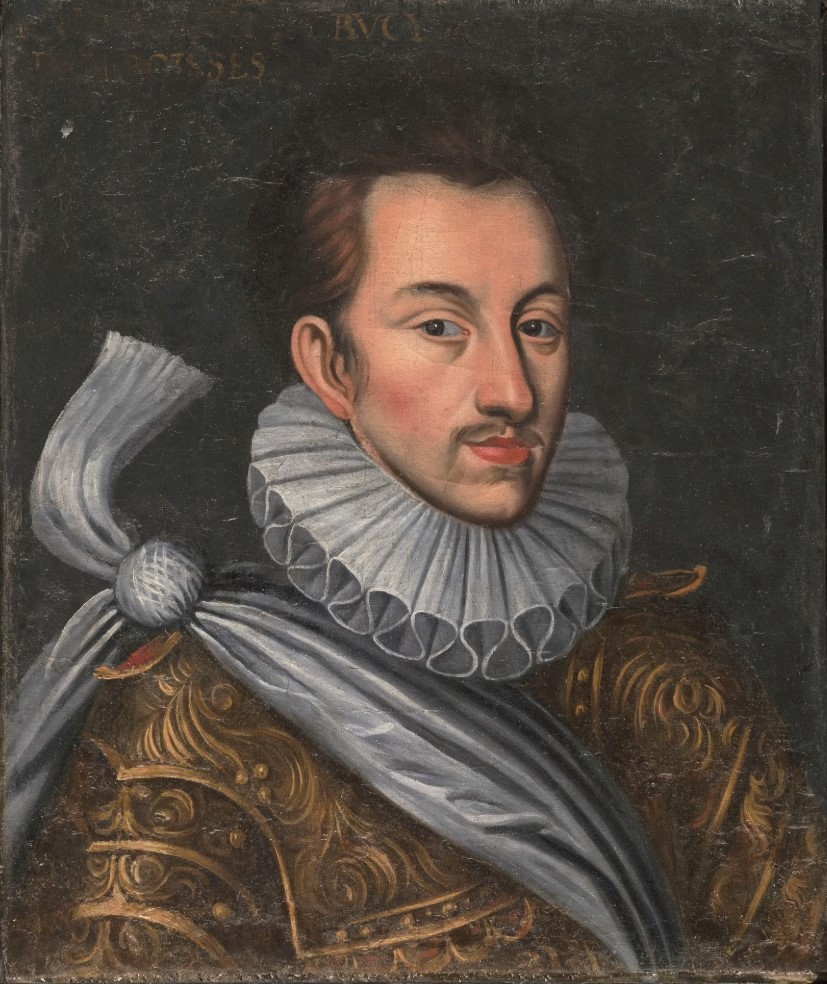
Portret Bussy’ego d’Amboise. Antyszambr ludzi wojny w château de Bussy-Rabutin. XVII w.

Zakonnik przerywa schadzkę kochanków w ogrodzie o świcie, ponieważ zbliża się mąż Tamyry. Montsurry jest zdziwiony, że żona nie śpi o tak wczesnej porze. Dochodzi do kolejnego konfliktu pomiędzy Gwizjuszem a Bussy’m. Mężczyźni chcą się pojedynkować, ale król nie dopuszcza do tego. Wzburzony Gwizjusz szuka sposobu skompromitowania Bussy’ego przez kobiety. Pero służąca Tamyry zwierza się Montsurry’emu, że iwdziała jego żonę tego ranka w pawilonie ogrodowym z Bussy’m. Montsurry ujawnia ten fakt Gwizjuszowi i Monsieur. Brat królewski czuje się znieważony, tym że Tamyra wybrała Bussy’ego, a nie jego. Próbuje namówić swego faworyta do zamachu na życie króla, na co jednak Bussy nie chce się zgodzić.

### Akt IV
Monsieur wręcza Monsurry’emu list będący dowodem zdrady. Ten wyjawai żonie, że wszedł w posiadanie takiego dokumentu. Tamyra zapewnia, że nie zdradziła go z księciem. Przekazuje Bussy’emu wiadomość, że w ręce jej męża wpadł fatalny dla nich list. Zakonnik wzywa po łacinie moce piekielne. Behemot wysyła Cartofylaxa, aby odebrał Monsurry’emu list, chroni go jednak tajemnicza siła. Diabeł ukazuje Tamyrze i Bussy’emu Montsurry’ego, Gwizjusza i Monsieur, radzących nad listem, odległość nie pozwala im usłyszeć toczącej się rozmowy. Gwizjusz i Monsieur namawiają Montsurry’ego, by zmusił żonę do napisania listu wzywającego Bussy’ego i ukrył się ze swymi ludźmi w zasadzce. Diabeł przekazuje dość enigmatyczną wiadomość, że jeśli Bussy zawiedzie nie zginie z kobiecej ręki

### Akt V
Zakonnik przestrzega Montsurry’ego, by traktował swą żonę po chrześcijańsku i powściągnął gniew. Montsurry grozi żonie śmiercią. Kiedy na jej krzyki przybiega Zakonnik z mieczem w ręku, Montsurry zabija go. Tamyra ulega mężowi i pisze list wzywający Bussy’ego w pilnej sprawie. Gwizjusz i Monsieur przygotowują wraz z gospodarzem zasadzkę na Bussy’ego. Duch Zakonnika zjawia się przed Bussy’m i ostrzega go, by nie słuchał wezwania Tamyry. Zdezorientowany szlachcic przyzywa Behemota, który potwierdza, że Comelot nie żyje, i że grozi mu śmierć z ręki kobiety. Kiedy staje przed nim Montsurry przebrany za zakonnika, Bussy uznaje diabła za kłamcę i podąża za wezwaniem zawartym w liście. Wpada w zasadzkę i ginie w nierównej walce. Tamyra prosi go przed śmiercią o wybaczenie, a Montsurry zwraca się do niej, by powróciła do swego prawowitego małżonka.

## Analiza

### Tragedia historyczna
Bussy d’Ambois uchodzi na najlepszy dramat Chapmana. Jest też jedną z nielicznych sztuk angielskich tego okresu, która za temat ma współczesną historię państwa na kontynencie. Przed Chapmanem tylko Marlowe w Masakrze w Paryżu (1593) sięgnął do wydarzeń z historii Francji. Po niespełna dziesięciu latach Chapman ponownie wprowadził na scenę bohaterów sztuki Marlowe’aː Henryka III, jego brata Franciszka, Henryka Gwizjusza, hrabiego de Montsoreau (Montsorrella) tym razem jednak nie w politycznym lecz romansowym kontekście. Chapman osią swojej tragedii uczynił miłość sławnego pojedynkowicza i kochanka tamtych czasów, Bussy’ego d’Amboise do hrabiny de Montsoreau i jego śmierć w pułapce zastawionej przez zdradzonego męża w zamku La Coutancière 19 sierpnia 1579 roku.
Wątek zatargu pomiędzy Gwizjuszem a Bussy’m zaczerpnął Chapman z Brantôme’a, który podaje, że Gwizjusz podczas polowania odciągnął Bussy’ego na bok i żądał wyjaśnienia jego zachowania względem księżnej de Guise i był gotów bić się z Bussy’m nie zważając na różniącą ich pozycję społeczną. Również historia zbiorowego pojedynku na tle błahej zaczepki pochodzi od Brantôme'a i dotyczy kłótni Bussy’ego z Saint-Phalem o rodzaj ściegu na mufce, która przerodziła się w pojedynek sześciu przeciw sześciu, i którą zażegnała dopiero, z największym trudem, interwencja królewska. Okoliczności śmierci Bussy’ego opisał L’Estoile, jego pamiętniki ukazały się jednak dopiero w 1621 roku. Chapman musiał więc skorzystać z innego źródła, być może z Les Histoires Tragiques de Nostre Temps François de Rosseta.

### Nawiązania klasyczne
Entuzjazm Chapmana dla tragedii klasycznej jest wyraźnie widoczny również w Bussy’m. Krytycy wskazują na nawiązania do Herkulesa etejskiego Seneki. Monolog otwierający utwór ma wszelkie cechy klasycznego Prologu. Klasycznym chwytem jest też narracja Nunciusa w II akcie i zjawy pojawiające się w IV i V akcie. Natomiast nagromadzenie okropności w ostatnich dwóch aktach należy już raczej do repertuaru semisenecjańskiej tragedii elżbietańskiej, której publiczność znajdowała szczególne upodobanie w tego rodzaju horrorze.

### Konstrukcja dramatu
Chapman umiejętnie splótł w swej tragedii wiele różnych wątków. Odchodząc od prawdy historycznej ukazał Bussy’ego jako biednego poszukiwacza przygód, który zostaje wyniesiony, dzięki protekcji Monsieur, co budzi zawiść księcia Gwizjusza, wzmocnioną jeszcze zalotami Bussy’ego do jego żony. Z kolei pojedynek z Barrisorem posłużył Chapmanowi do zawiązania miłości pomiędzy Tamyrą a Bussy’m. Barrisor sądzi, że Bussy stara się o względy Tamyry, co staje się przyczyną pojedynku, w którym ginie. Jego śmierć doprowadza do spotkania Bussy’ego z Tamyrą. Chapman ogranicza całą akcję dramatu do Paryża, rezygnując z przenoszenia finału sztuki do La Coutancière. Przez inne odejście od prawdy historycznej – powiązanie śmierci głównego bohatera z księciem d’Anjou, który w tym czasie przebywał w Anglii – sprawia, że ten któremu Bussy zawdzięcza swe wyniesienie, staje się też sprężyną jego upadku. D’Anjou, zazdrosny o łaskę, jaką król okazał jego podopiecznemu, spiskuje wraz z Gwizjuszem, by doprowadzić do jego upadku, tym gorliwiej, że dowiaduje się, że hrabina, o której względy daremnie się starał, okazała je Bussy’emu. To on za pomocą listu przekonuje Montsurry’ego o winie jego żony, a następnie wraz z Gwizjuszem, podpowiada mu fortel, który ma zwabić winowajcę w pułapkę.

### Główne postaci dramatu

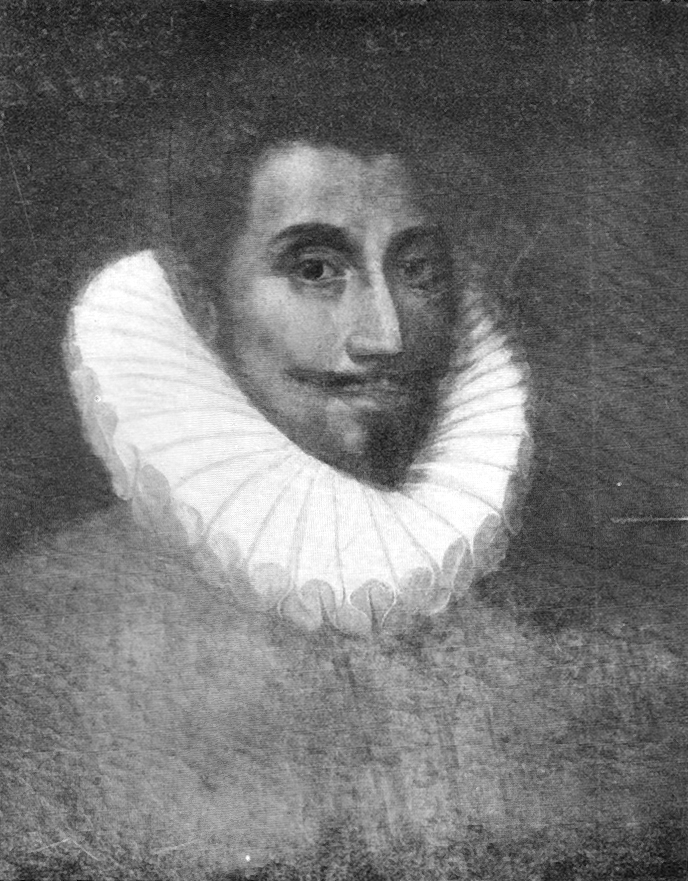
Bussy d"Amboise. Kolekcja z château de Beauregard. XVII w.

Bussy reprezentuje bujną witalność i męstwo renesansowych bohaterów. Jego odwaga, wszechstronność, szczerość czynią go bliskim ideału,  natomiast temperament i arogancja zbliżają go do historycznego pierwowzoru. Pojawiająca się w jego zachowaniach wulgarność i zaciekłość pozbawiają jednak Bussy’ego sympatycznego uroku. Sprawiają, że więcej jest w jego charakterze z zabijaki i łobuza niż z dwornego kawalera. Przy tym tak bardzo nie liczy się on z uczuciami hrabiny i prawami jej męża, że trudno mu współczuć w jego upadku.
Więcej wewnętrznego rozdźwięku przeżywa Tamyra rozdarta pomiędzy namiętnością a powinnością moralną. Z pogardą odrzuca awanse Monsieur, które jej mąż tłumaczy jego dwornością i ogładą, po czym ulega gorącemu uczuciu do Bussy’ego. Opanowuje wyrzuty sumienia. Na dworze, wobec króla, twierdzi, że nie zna Bussy’ego, z wyrachowanym oburzeniem zaprzecza mężowi, by coś ją łączyło z tym wężem. Jednak torturowana przez męża odzyskuje sympatię widza. W finale sztuki jej postępowanie okazuje się dziwnie niejednoznaczne. Błaga Bussy’ego, by oszczędził jej męża, a gdy jej kochanek ginie od kuli błaga go o przebaczenie, po czym jedna się z mężem.
Postać Montsurry’ego cierpi na ten sam brak konsekwencji, co i jego żona. Skrzywdzony mąż, przemienia się w scenie torturowania Tamyry we wściekłego tyrana. W jego końcowym przebaczeniu jest natomiast coś z żałosnej godności, co przywraca mu nieco sympatii widza. Monsieur jest charakterem prostszym, stanowi typ renesansowego polityka, żądnego władzy, który nie cofnie się przed pozbawieniem brata życia i władzy. Dotknięty w swej ambicji względami okazanymi swemu protegowanemu przez królewskiego brata i kobietę, o którą się starał, nie zawaha się go zniszczyć. Gwizjusz został przez Chapmana potraktowany marginalnie, scharakteryzowany jedynie przez konflikt z Bussy’m, prawdopodobnie ze względu na pierwszoplanową rolę, jaką wyznaczył mu w Masakrze w Paryżu Marlowe.